# Férfi könnyűsúlyú kétpárevezős a 2008. évi nyári olimpiai játékokon
A 2008. évi nyári olimpiai játékokon az evezés férfi könnyűsúlyú kétpár versenyszámát augusztus 10. és augusztus 17. között rendezték a Shunyi evezőspályán. A versenyt a Zac Purchase, Mark Hunter brit páros nyerte a görög és a dán egység előtt. A magyar páros (Hirling Zsolt és Varga Tamás) a C-döntőben 2. lett, így összesítésben a 14. helyen zárt.

## Versenynaptár
Az időpontok helyi idő szerint, zárójelben magyar idő szerint olvashatóak.
| Dátum                         | Időpont       | Forduló          |
| ----------------------------- | ------------- | ---------------- |
| 2008. augusztus 10., vasárnap | 11:10 (12:10) | Előfutamok       |
| 2008. augusztus 12., kedd     | 10:30 (11:30) | Reményfutamok    |
| 2008. augusztus 15., péntek   | 9:50 (10:50)  | Elődöntők        |
| 2008. augusztus 16., szombat  | 10:50 (11:50) | B-, C-, D-döntők |
| 2008. augusztus 17., vasárnap | 9:40 (10:40)  | A-döntő          |

## Eredmények
Az idők másodpercben értendők.
A rövidítések jelentése a következő:
- QSA/B: A/B-elődöntőbe jutás helyezés alapján
- QC/D: C/D-elődöntőbe jutás helyezés alapján
- QD: D-döntőbe jutás helyezés alapján
- QC: C-döntőbe jutás helyezés alapján
- QB: B-döntőbe jutás helyezés alapján
- QA: A-döntőbe jutás helyezés alapján

### Előfutamok
Négy előfutamot rendeztek, futamonként öt hajóval. Az első két helyen célba érők az A/B elődöntőbe kerültek, a többiek a reményfutamba.
| Helyezés | Nemzet                                                        | Idő      | Mj       |
| 1. futam | 1. futam                                                      | 1. futam | 1. futam |
| -------- | ------------------------------------------------------------- | -------- | -------- |
| 1.       | Nagy-Britannia (GBR) · Zac Purchase · Mark Hunter             | 6:13,69  | QSA/B    |
| 2.       | Görögország (GRE) · Dimitrisz Mougiosz · Vasiliosz Polymerosz | 6:16,10  | QSA/B    |
| 3.       | Németország (GER) · Jonathan Koch · Manuel Brehmer            | 6:21,99  |          |
| 4.       | Japán (JPN) · Ura Kazusige · Takeda Daiszaku                  | 6:24,21  |          |
| 5.       | Algéria (ALG) · Mohamed Ryad Garidi · Kamel Ait Daoud         | 6:43,94  |          |
| 2. futam |                                                               |          |          |
| 1.       | Olaszország (ITA) · Marcello Miani · Elia Luini               | 6:16,16  | QSA/B    |
| 2.       | Kína (CHN) · Csang Kuolin · Szun Csie                         | 6:17.62  | QSA/B    |
| 3.       | Ausztrália (AUS) · Samuel Beltz · Tom Gibson                  | 6:19,15  |          |
| 4.       | Kuba (CUB) · Eider Batista · Yunior Pérez Aguilera            | 6:19,36  |          |
| 5.       | India (IND) · Devender Khandwal · Manjit Singh                | 6:37,13  |          |

| Helyezés | Nemzet                                                 | Idő      | Mj       |
| 3. futam | 3. futam                                               | 3. futam | 3. futam |
| -------- | ------------------------------------------------------ | -------- | -------- |
| 1.       | Dánia (DEN) · Mads Rasmussen · Rasmus Quist            | 6:14,84  | QSA/B    |
| 2.       | Kanada (CAN) · Cam Sylvester · Doug Vandor             | 6:17,58  | QSA/B    |
| 3.       | Magyarország (HUN) · Hirling Zsolt · Varga Tamás       | 6:19,60  |          |
| 4.       | Uruguay (URU) · Rodolfo Collazo · Angel García         | 6:25,86  |          |
| 5.       | Brazília (BRA) · Thiago Gomes · Thiago Almeida         | 6:30,78  |          |
| 4. futam |                                                        |          |          |
| 1.       | Új-Zéland (NZL) · Storm Uru · Peter Taylor             | 6:16,78  | QSA/B    |
| 2.       | Franciaország (FRA) · Maxime Goisset · Frédéric Dufour | 6:20,17  | QSA/B    |
| 3.       | Portugália (POR) · Pedro Fraga · Nuno Mendes           | 6:24,35  |          |
| 4.       | Hongkong (HKG) · So Sau Vah · Khvong Ving Csov         | 6:34,51  |          |
| 5.       | Dél-Korea (KOR) · Jang Kang-Eun · Kim Hong-Kjun        | 6:42,97  |          |

### Reményfutamok
Két reményfutamot rendeztek, a 6-6 hajóból az első 2-2 jutott az A/B elődöntőbe, a többiek a C/D elődöntőbe kerültek.
| Helyezés | Nemzet                                                | Idő      | Mj       |
| 1. futam | 1. futam                                              | 1. futam | 1. futam |
| -------- | ----------------------------------------------------- | -------- | -------- |
| 1.       | Németország (GER) · Jonathan Koch · Manuel Brehmer    | 6:41,48  | QSA/B    |
| 2.       | Ausztrália (AUS) · Samuel Beltz · Tom Gibson          | 6:42,42  | QSA/B    |
| 3.       | Uruguay (URU) · Rodolfo Collazo · Angel García        | 6:46,98  | QSC/D    |
| 4.       | Brazília (BRA) · Thiago Gomes · Thiago Almeida        | 6:51,99  | QSC/D    |
| 5.       | Hongkong (HKG) · So Sau Vah · Khvong Ving Csov        | 6:58,71  | QSC/D    |
| 6.       | Algéria (ALG) · Mohamed Ryad Garidi · Kamel Ait Daoud | 7:05,73  | QSC/D    |

| Helyezés | Nemzet                                             | Idő      | Mj       |
| 2. futam | 2. futam                                           | 2. futam | 2. futam |
| -------- | -------------------------------------------------- | -------- | -------- |
| 1.       | Portugália (POR) · Pedro Fraga · Nuno Mendes       | 6:39,07  | QSA/B    |
| 2.       | Kuba (CUB) · Eider Batista · Yunior Pérez Aguilera | 6:40,15  | QSA/B    |
| 3.       | Japán (JPN) · Ura Kazusige · Takeda Daiszaku       | 6:43,03  | QSC/D    |
| 4.       | Magyarország (HUN) · Hirling Zsolt · Varga Tamás   | 6:50,48  | QSC/D    |
| 5.       | India (IND) · Devender Khandwal · Manjit Singh     | 7:02,06  | QSC/D    |
| 6.       | Dél-Korea (KOR) · Jang Kang-Eun · Kim Hong-Kjun    | 7:12,17  | QSC/D    |

### Elődöntők
Az elődöntők mezőnye az előfutamok és a reményfutamok alapján alakult ki. Az A/B elődöntőből az A- vagy a B-döntőbe lehetett jutni, a C/D előfutamból pedig a C-vagy D-döntőbe.

#### A/B elődöntő
Két futamot rendeztek, a 6-6 hajóból az első 3-3 jutott az A-döntőbe, a maradék a B-döntőbe.
| Helyezés | Nemzet                                                 | Idő      | Mj       |
| 1. futam | 1. futam                                               | 1. futam | 1. futam |
| -------- | ------------------------------------------------------ | -------- | -------- |
| 1.       | Nagy-Britannia (GBR) · Zac Purchase · Mark Hunter      | 6:29,56  | QA       |
| 2.       | Olaszország (ITA) · Marcello Miani · Elia Luini        | 6:31,16  | QA       |
| 3.       | Kuba (CUB) · Eider Batista · Yunior Pérez Aguilera     | 6:33,60  | QA       |
| 4.       | Németország (GER) · Jonathan Koch · Manuel Brehmer     | 6:37,07  | QB       |
| 5.       | Franciaország (FRA) · Maxime Goisset · Frédéric Dufour | 6:41,18  | QB       |
| 6.       | Kanada (CAN) · Cam Sylvester · Doug Vandor             | 6:49,28  | QB       |

| Helyezés | Nemzet                                                        | Idő      | Mj       |
| 2. futam | 2. futam                                                      | 2. futam | 2. futam |
| -------- | ------------------------------------------------------------- | -------- | -------- |
| 1.       | Görögország (GRE) · Dimitrisz Mougiosz · Vasiliosz Polymerosz | 6:24,61  | QA       |
| 2.       | Dánia (DEN) · Mads Rasmussen · Rasmus Quist                   | 6:26,49  | QA       |
| 3.       | Kína (CHN) · Csang Kuolin · Szun Csie                         | 6:29,29  | QA       |
| 4.       | Új-Zéland (NZL) · Storm Uru · Peter Taylor                    | 6:30,53  | QB       |
| 5.       | Ausztrália (AUS) · Samuel Beltz · Tom Gibson                  | 6:32,32  | QB       |
| 6.       | Portugália (POR) · Pedro Fraga · Nuno Mendes                  | 6:39,23  | QB       |

#### C/D elődöntő
Két futamot rendeztek, a 4-4 hajóból az első 3-3 (színessel jelölt/Q) jutott az C-döntőbe, a maradék a D-döntőbe.
| Helyezés | Nemzet                                           | Idő      | Mj       |
| 1. futam | 1. futam                                         | 1. futam | 1. futam |
| -------- | ------------------------------------------------ | -------- | -------- |
| 1.       | Magyarország (HUN) · Hirling Zsolt · Varga Tamás | 6:28,84  | QC       |
| 2.       | Uruguay (URU) · Rodolfo Collazo · Angel García   | 6:33,49  | QC       |
| 3.       | Hongkong (HKG) · So Sau Vah · Khvong Ving Csov   | 6:33,79  | QC       |
| 4.       | Dél-Korea (KOR) · Jang Kang-Eun · Kim Hong-Kjun  | 6:47,13  | QD       |

| Helyezés | Nemzet                                                | Idő      | Mj       |
| 2. futam | 2. futam                                              | 2. futam | 2. futam |
| -------- | ----------------------------------------------------- | -------- | -------- |
| 1.       | Japán (JPN) · Ura Kazusige · Takeda Daiszaku          | 6:29,30  | QC       |
| 2.       | Brazília (BRA) · Thiago Gomes · Thiago Almeida        | 6:39,91  | QC       |
| 3.       | India (IND) · Devender Khandwal · Manjit Singh        | 6:40,34  | QC       |
| 4.       | Algéria (ALG) · Mohamed Ryad Garidi · Kamel Ait Daoud | 6:43,80  | QD       |

### Döntők
A döntők az előfutamok alapján alakultak ki. A B-döntő első helyezettje 7., a C-döntőé a 13., a D-döntőé pedig a 19. helyen zárt.

#### D-döntő
A D-döntőt két egységgel rendezték, a C/D elődöntők két 4. helyezettjével.
| Helyezés (Összesített) | Név                                 | Nemzet          | Idő     |
| ---------------------- | ----------------------------------- | --------------- | ------- |
| 1. (19.)               | Jang Kang-Eun Kim Hong-Kjun         | Dél-Korea (KOR) | 6:46,46 |
| 2. (20.)               | Mohamed Ryad Garidi Kamel Ait Daoud | Algéria (ALG)   | 6:47,44 |

#### C-döntő
A C-döntőt hat egységgel rendezték, a C/D elődöntők 1-3. helyezettjeivel.
| Helyezés (Összesített) | Név                            | Nemzet             | Idő     |
| ---------------------- | ------------------------------ | ------------------ | ------- |
| 1. (13.)               | Ura Kazusige Takeda Daiszaku   | Japán (JPN)        | 6:23,02 |
| 2. (14.)               | Hirling Zsolt Varga Tamás      | Magyarország (HUN) | 6:25,11 |
| 3. (15.)               | Rodolfo Collazo Angel García   | Uruguay (URU)      | 6:30,61 |
| 4. (16.)               | So Sau Vah Khvong Ving Csov    | Hongkong (HKG)     | 6:34,48 |
| 5. (17.)               | Thiago Gomes Thiago Almeida    | Brazília (BRA)     | 6:36,24 |
| 6. (18.)               | Devender Khandwal Manjit Singh | India (IND)        | 6:44,48 |

#### B-döntő
A B-döntőt hat egységgel rendezték, az A/B elődöntők 4-6. helyezettjeivel.
| Helyezés (Összesített) | Név                            | Nemzet              | Idő     |
| ---------------------- | ------------------------------ | ------------------- | ------- |
| 1. (7.)                | Storm Uru Peter Taylor         | Új-Zéland (NZL)     | 6:27,14 |
| 2. (8.)                | Pedro Fraga Nuno Mendes        | Portugália (POR)    | 6:28,47 |
| 3. (9.)                | Jonathan Koch Manuel Brehmer   | Németország (GER)   | 6:28,66 |
| 4. (10.)               | Samuel Beltz Tom Gibson        | Ausztrália (AUS)    | 6:30,11 |
| 5. (11.)               | Maxime Goisset Frédéric Dufour | Franciaország (FRA) | 6:32,65 |
| 6. (12.)               | Cam Sylvester Doug Vandor      | Kanada (CAN)        | 6:40,80 |

#### A-döntő
Az A-döntőt hat egységgel rendezték, az A/B elődöntők 1-3. helyezettjeivel.
| Helyezés | Név                                     | Nemzet               | Idő     |
| -------- | --------------------------------------- | -------------------- | ------- |
| Arany    | Zac Purchase Mark Hunter                | Nagy-Britannia (GBR) | 6:10,99 |
| Ezüst    | Dimitrisz Mougiosz Vasiliosz Polymerosz | Görögország (GRE)    | 6:11,72 |
| Bronz    | Mads Rasmussen Rasmus Quist             | Dánia (DEN)          | 6:12,45 |
| 4.       | Marcello Miani Elia Luini               | Olaszország (ITA)    | 6:16,15 |
| 5.       | Csang Kuolin Szun Csie                  | Kína (CHN)           | 6:16,69 |
| 6.       | Eider Batista Yunior Pérez Aguilera     | Kuba (CUB)           | 6:19,96 |